# Modellismo automobilistico statico

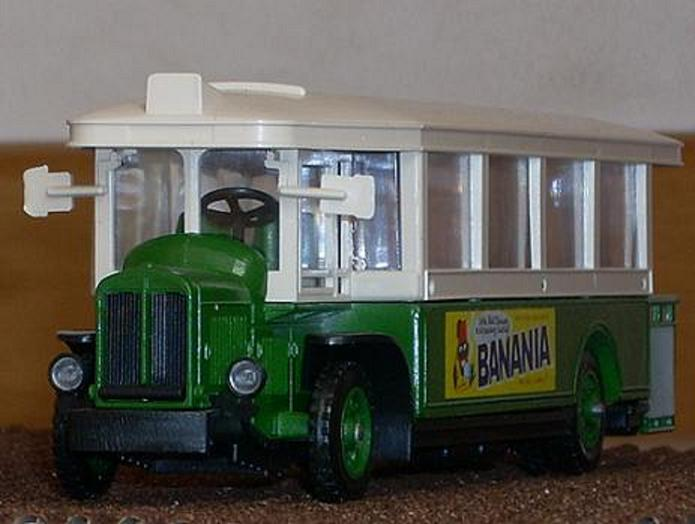
Autobus Renault 1934 scala 1/43

il Modellismo automobilistico statico è la forma di modellismo nella quale vengono riprodotti autoveicoli o mezzi di altro genere privi di qualsiasi congegno atto a farli muovere.
È una delle forme di modellismo più diffuse data la varietà di soggetti disponibili e la grande offerta di scatole di montaggio (kit) ed accessori fornita dalle varie case produttrici e la possibilità di personalizzazioni(conosciute anche come transkit) - anche fantasiose - possibili.
Le scale più diffuse nel modellismo automobilistico sono:
- 1:87
- 1:72
- 1:64
- 1:48
- 1:43
- 1:35
- 1:32
- 1:24
- 1:21
- 1:18
- 1:10
- 1:12
- 1:8

Modelli particolari e personalizzati possono comunque essere realizzati in scale diverse.
I materiali di cui sono composti gli automodelli sia montati che in scatola di montaggio sono generalmente la plastica, la resina (in genere epossidica o poliuretanica)e lo Zama, (conosciuto anche come zamac e registrato come marchio ZAMAK) una lega di zinco, alluminio, magnesio e rame.
Sono da distinguere i modelli creati per il collezionismo ed i giocattoli.
I modelli da esposizione sono generalmente indicati come non adatti ad età inferiore ai 14 anni, sono molto dettagliati, nonché costosi. I materiali più comuni sono zamak, resina e plastica, specialmente quando venduti in kit. Gli esempi più a buon mercato di questi oggetti sono quelli associati alle raccolte vendute in edicola, altrimenti sono venduti nei negozi di modellismo statico
In alternativa ci sono automobiline giocattolo riproducenti auto reali. Il materiale più comune e lo zamak. Questi modelli non sono accurati e dettagliati nella riproduzione quanto i modelli da esposizione, dato che nemmeno rappresenta il loro scopo principale. Tendono a diventare anch'essi oggetti di collezionismo, specialmente quando diventano vintage, acquisendo il nome di "modelli obsoleti". Doveroso citare la gran quantità di fans adulti delle automobiline in scala 1/64, uno dei formati più comuni tra i giocattoli, che ha spinto i principali produttori a costruire linee specifiche per la vendita ai collezionisti.  Un gioco molto comune tra i bambini è far correre automobiline costruite in questa scala lasciandole cadere dalla rampa di uno scivolo
Molto ricercati sono anche i modelli d'epoca spesso realizzati in latta.

## Alcuni produttori
- ABC
- Airfix
- Aoshima
- Auto-art
- Bang Models
- BBR
- Bburago (italiana)
- Brumm (italiana)
- Carrara Models
- Corgi Toys
- Dinky Toys
- Dugu Miniautotoys (italiana)
- Exoto
- F.D.S.
- Fujimi
- Gunze Sangyo
- Hasegawa
- Italeri (italiana)
- Kyosho
- LEOMODELS
- LOOKSMARTMODELS
- M4 (azienda) (italiana)
- Majorette
- Maisto
- Mebetoys (italiana)
- Mercury (italiana)
- MG Model Plus
- Minichamps
- Model Car World
- Model Factory Hiro
- MR-COLLECTION
- Norev
- Pocher (italiana)

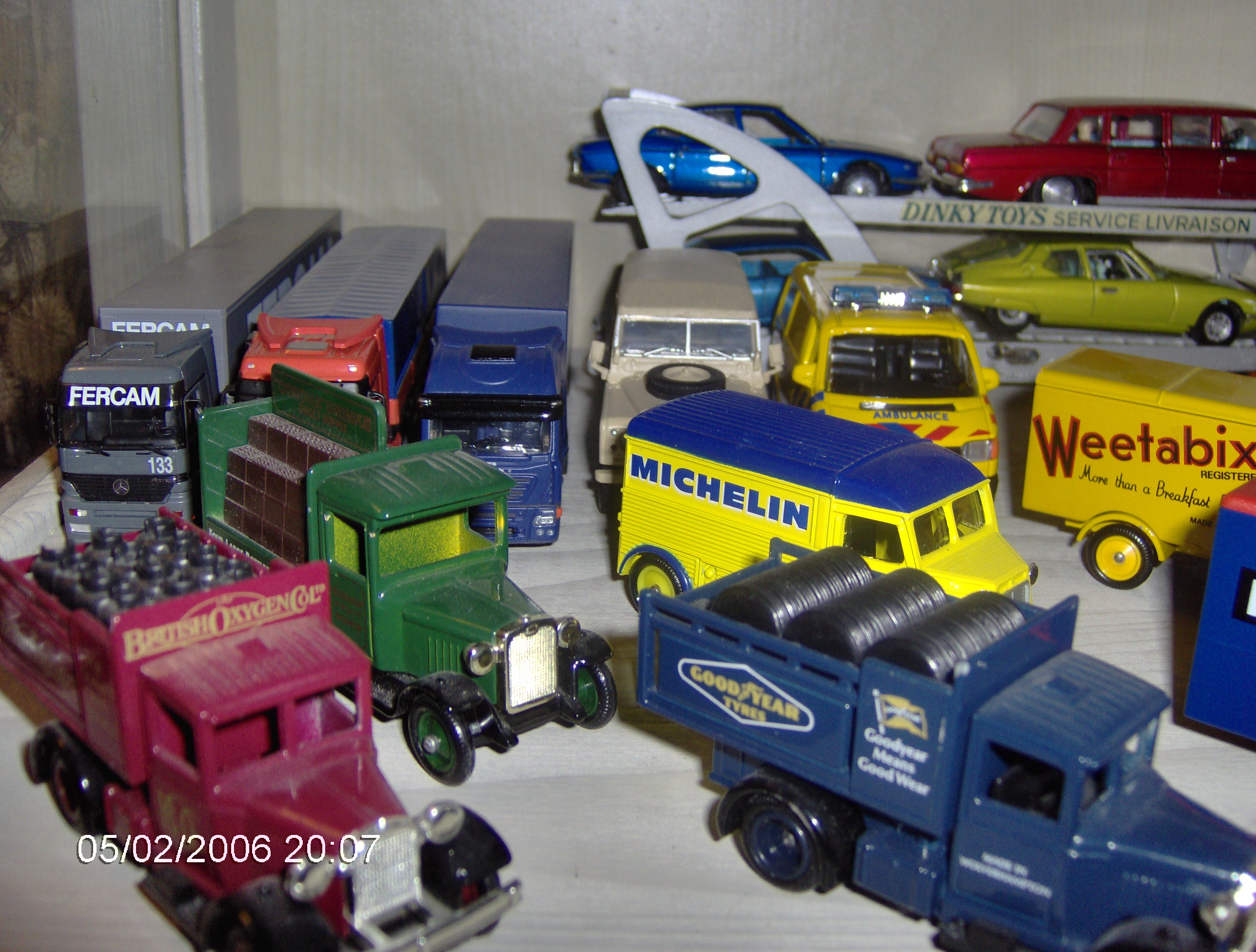
Modelli in scala 1/87 e 1/43

- Polistil, in origine Politoys (italiana)
- Revell
- Revival International (italiana)
- RIO (azienda) (italiana)
- Rivarossi (italiana)
- Schuco
- Siku
- Solido
- Spark
- Studio 27
- Tamiya
- Tameo Kits
- WhiteBox
- YOWMODELLI
- Zetakit